# Medaile za věrnou a dlouholetou službu v orgánech Ministerstva vnitra
Medaile za věrnou a dlouholetou službu v orgánech Ministerstva vnitra (bulharsky: Медал За Добросъвестна Безупречна Служба И Прослужени Години В Органите На Министерстерсвото На Вътрешните Работи) bylo vyznamenání Bulharské lidové republiky založené roku 1960.

## Historie a pravidla udílení
Medaile byla založena výnosem Národního shromáždění č. 306 ze dne 27. srpna 1960. Udílena byla po vzoru Sovětského svazu příslušníkům všech jednotek spadajících pod Ministerstvo vnitra Bulharské lidové republiky, tedy například policistům, hasičům či záchranářům.

## Třídy
Medaile byla udílena ve třech třídách v závislosti na délce služby za kterou byla udílena.
- I. třída – Udílena po 20 letech služby.
- II. třída – Udílena po 15 letech služby.
- III. třída – Udílena po 10 letech služby.

## Insignie
Medaile měla pravidelný kulatý tvar o průměru 33 mm. Byla vyrobena z obecného kovu a podle třídy patinována do zlaté, stříbrné či bronzové barvy. Uprostřed byla v pozadí pěticípá hvězda. Uprostřed ní byl reliéfní portrét muže obklopený věncem. Na vnějším okraji ve spodní části medaile bylo mezi dvěma drobnými pěticípými hvězdami datum 16 IX 1944 г.
Stuha byla světle modrá s červenými pruhy lemujícími oba okraje. Na červené pruhy navazovaly úzké proužky tmavě modré barvy. Uprostřed stuhy byly pruhy tmavě modré barvy, jejichž počet se lišil v závislosti na třídě (jeden pruh v případě I. třídy, dva u II. třídy a tři u III. třídy). Stuha pokrývala kovovou destičku ve tvaru pětiúhelníku, která byla k medaili připojena jednoduchým kroužkem.